# 1155 هـ
1155 هـ هي سنة في التقويم الهجري امتدت مقابلةً في التقويم الميلادي بين سنتي 1742 و1743.

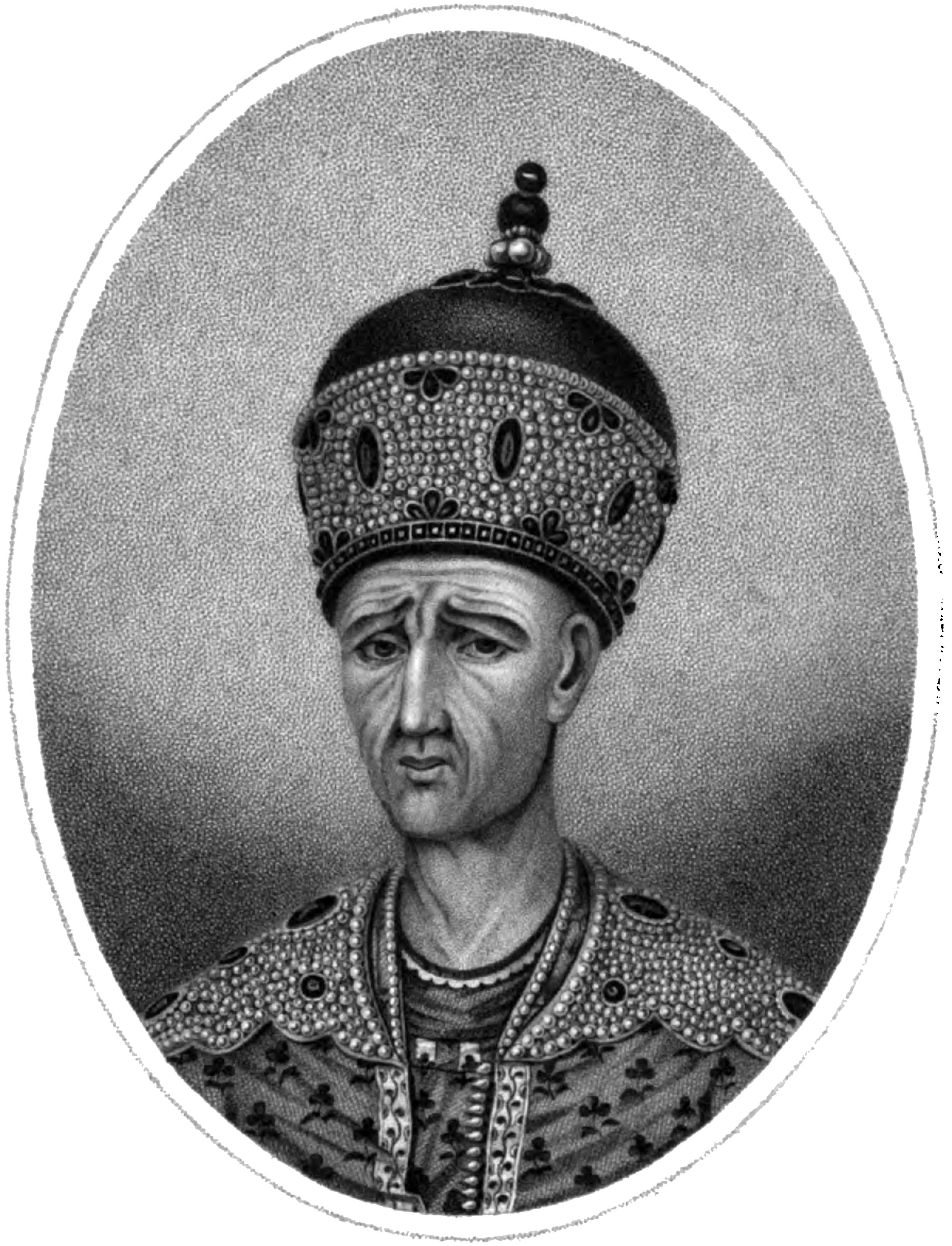
محمد خان القاجاري

## مواليد
- اشنورر
- حصان إبليس
- محمد خان القاجاري
- محمد مهدي بحر العلوم